# Tetracanthella recta
Tetracanthella recta är en urinsektsart som beskrevs av Louis Deharveng 1987. Tetracanthella recta ingår i släktet Tetracanthella och familjen Isotomidae. Inga underarter finns listade i Catalogue of Life.